# نزول المسيح إلى الجحيم
نزول المسيح إلى الجحيم هو عقيدة مسيحية تشير الى فترة ال٣ أيام ما بعد موت المسيح على الصليب وقبل قيامته، عندما نزل إلى الجحيم، وهو مكان انتظار الموتى، ليعلن انتصاره على الموت والشيطان، ويُحرِّر أرواح الأبرار ليُدخلهم إلى الفردوس.

## الآيات
تستند عقيدة نزول المسيح إلى الجحيم إلى عدة آيات في الكتاب المقدس:
أعمال الرسل 2:27: "لأَنَّكَ لَنْ تَتْرُكَ نَفْسِي فِي الْهَاوِيَةِ، وَلَنْ تَدَعَ قُدُّوسَكَ يَرَى الْفَسَادَ".
أفسس 4:8-10: "لِذَلِكَ يَقُولُ: "صَعَدَ إِلَى الْعُلَا، وَأَسْرَ أَسْرًا، وَأَعْطَى هَبَاتٍ لِلنَّاسِ". وَأَمَّا "صَعَدَ" فَمَاذَا تَعْنِي إِلَّا أَنَّهُ نَزَلَ أَوَّلًا إِلَى أَسْفَلِ أَجْزَاءِ الْأَرْضِ؟ الَّذِي نَزَلَ هُوَ أَيْنَمَا نَزَلَ، هُوَ أَيْضًا الَّذِي صَعَدَ فَوْقَ جَمِيعِ السَّمَاوَاتِ، لِيَمْلَأَ جَمِيعَ الْأَشْيَاءِ".
1 بطرس 3:18-20: "لأَنَّ الْمَسِيحَ أَيْضًا تَأَلَّمَ مَرَّةً وَاحِدَةً مِنْ أَجْلِ الْخَطَايَا، بِرِّيٍّ لِأَجْلِ غَيْرِ بَرِّيٍّ، لِيُقَدِّمَنَا إِلَى اللهِ، مُمَاتًا فِي الْجَسَدِ، بَلْ حَيًّا فِي الرُّوحِ. فِي الَّتِي ذَهَبَ بِهَا وَكَرَزَ لِلأَرْوَاحِ الَّتِي فِي السِّجْنِ".
عبرانيين 9:12: "وَلَيْسَ بِدَمِ تَيْسٍ أَوْ عِجْلٍ، بَلْ بِدَمِهِ خَاصَّةً دَخَلَ مَرَّةً وَاحِدَةً إِلَى الْمَقَادِسِ، وَأَجَدَ فِدْيَةً أَبَدِيَّةً".